# الجرين (بني مطر)

تعديل مصدري - تعديل

الجرين هي إحدى قرى عزلة بقلان بمديرية بني مطر التابعة لمحافظة صنعاء، بلغ تعداد سكانها 361 نسمة حسب تعداد اليمن لعام 2004.